# Amaranth
"Amaranth" je drugi singl s albuma Dark Passion Play finskog simfonijskog metal Nightwish čiji se sample može čuti na njihovoj službenoj web stranici. Pjesma je visoko na top ljestvicama, a singl uključuje i pjesmu "While Your Lips Are Still Red" koji je soundtrack za finski film LIEKSA!'. 

## Glazbeni video
Spot za "Amaranth" je prvi spot za neku pjesmu s albuma Dark Passion Play nakon kojeg je uslijedio "Bye Bye Beautiful". Anette Olzon je izjavila da je spot temeljen na finskoj slici nazvanoj Ranjeni anđeo iz 2006. godine.

## Vanjske poveznice
- Sample pjesma Amaranth na službenoj web stranici
- Video za Amaranth na Youtubeu